# The Bible
The Bible (A Bíblia, em português) foi uma minissérie televisiva americana baseada na Bíblia, criada por Roma Downey e Mark Burnett. Foi um dos programas mais vistos de 2013 nos Estados Unidos, tendo alcançado no primeiro episódio uma audiência de 13,1 milhões de pessoas.
Os direitos de exibição da minissérie em Portugal foram adquiridos pela SIC, sendo que foi transmitida no último fim de semana de março, nos dias 30 e 31 de março de 2013.
No Brasil, os direitos de exibição foram comprados pela Record. Inicialmente a trama seria exibida a partir de 25 de setembro de 2013, mas depois a Record mudou a data para 16 de outubro de 2013, e teve uma exibição semanal nas quartas-feiras, ficando no ar até o dia 18 de dezembro.
O sucesso da minissérie rendeu 2 spin-offs: o longa-metragem O Filho de Deus, focado na vida de Jesus Cristo, e a minissérie A.D. The Bible Continues, com 12 episódios centrados na história de Atos dos Apóstolos.

## Descrição
A série abrange "Gênesis a Apocalipse" em "uma grande narrativa", dentro de cinco partes de duas horas, cada uma contendo duas ou três histórias bíblicas contadas através de ação ao vivo e imagens geradas por computador. De acordo com Burnett, a narrativa inclui histórias "óbvias", como a Arca de Noé, o êxodo e a vida de Jesus Cristo. Cinco horas são tirados do Antigo Testamento, cinco do Novo Testamento. A série é baseada na Nova Versão Internacional e a Nova Versão Revisada da Bíblia.
Downey e Burnett disseram que a sua "maior esperança" em fazer a série era que iria "afetar uma nova geração de telespectadores e atraí-los de volta à Bíblia".
"Parte do que esperava conseguir com a série era mostrar que a Bíblia não é simplesmente uma coleção de histórias desconexas que são frequentemente discutidas e analisadas em trechos com capítulos e versículos", escreveu o casal em um artigo de opinião no The Huffington Publicar. "Em vez disso, queríamos mostrar como o Antigo Testamento se conecta perfeitamente com o Novo Testamento. Como elas são histórias arrebatadoras e com uma mensagem primordial: Deus ama cada um de nós como se fôssemos a única pessoa em todo o mundo para amar ".

## Elenco
Foi escolhido um elenco internacional (em especial do Reino Unido) para evitar "distrair o público com celebridades reconhecíveis".
- Keith David … Narrador (10 episódios)
- Diogo Morgado … Jesus Cristo (5 episódios)
- Darwin Shaw … Pedro (5 episódios)
- Paul Brightwell … Malco (4 episódios)
- Roma Downey … Maria (4 episódios)
- Greg Hicks … Pôncio Pilatos (4 episódios)
- Sebastian Knapp … João (4 episódios)
- Amber Rose Revah … Maria Madalena (4 episódios)
- Adrian Schiller … Caifás (4 episódios)
- Andrew Brooke … António (3 episódios)
- Louise Delamere … Cláudia (3 episódios)
- Matthew Gravelle … Tomas (3 episódios)
- Simon Kunz … Nicodemos (3 episódios)
- Joe Wredden … Judas (3 episódios)
- Fraser Ayres … Barrabás (2 episódios)
- Paul Marc Davis … Simão o fariseu (2 episódios)
- Paul Freeman … Samuel (2 episódios)
- Will Houston … Moisés (2 episódios)
- Joe Forte … joven Moisés (1 epiodio)
- Melia Kreiling … Batessebá (2 episódios)
- Dhaffer L'Abidine … Urias (2 episódios)
- Francis Magee … Saul (2 episódios)
- Leila Mimmack … jovem Maria (2 episódios)
- Stephanie Leonidas … Raabe (1 episódio)
- Mohamen Mehdi Ouazanni … Satanás (2 episódios)
- Gary Oliver … Abraão (2 episódios)
- Andrew Scarborough … Josué (2 episódios)
- Clive Wood … Natã (2 episódios)
- Hara Yannas … Mical (2 episodes)
- Jassa Ahluwalia … jovem David (1 episódio)
- Nonso Anozie … Sansão (1 episódio)
- Jake Canuso … Daniel (1 episódio)
- Sam Douglas … Rei Herodes (2 episódios)
- Peter Guinness … Rei Nabucodonosor (1 episódio)
- Langley Kirkwood … velho David (1 episódio)
- Gerald Kyd as Ciro (1 episode)
- Paul Knops … Adão (1 episódio)
- Darcie Lincoln … Eva (1 episódio)
- Hugo Rossi … Isaac (1 episódio)
- Conan Stevens … Golias (1 episódio)
- Kierston Wareing … Dalila (1 episódio)

## Controvérsias

### Diferenças em relação à Bíblia
Na introdução de cada episódio, é exibida uma mensagem: "Este programa é uma adaptação das Histórias da Bíblia que mudaram nosso mundo, e que se esforça em permanecer fiel ao espírito do Livro". Roma Downey declarou numa entrevista: "Nós tivemos uma grande equipe de estudiosos e teólogos que nos ajudaram, certificando-se de que contamos essas histórias com precisão e verdade". Entretanto, muitos elementos da minissérie foram criticados por se desviarem do texto original da Bíblia, e por usarem muitas licenças criativas.
- Na Bíblia, os três filhos de Noé são adultos, enquanto que na minissérie eles são garotos.
- Na Bíblia, os dois anjos são abordados por Ló, que insiste com eles para se hospedarem na sua casa. Então eles ficam na casa de Ló e festejam com ele. A minissérie mostra os anjos se aproximando de Ló e implorando por ajuda, sem nenhuma hospitalidade dispensada a eles.[15] (Gênesis 19:1-5)
- A Bíblia descreve uma multidão de homens reunida fora da casa de Ló, querendo estuprar os dois anjos, e Ló oferecendo-lhes suas duas filhas para proteger os anjos. A minissérie omite isso.[16] (Gênesis 19:4-10)
- Na destruição de Sodoma, a minissérie mostra os anjos lutando corporalmente com alguns dos habitantes da cidade. A crítica os apelidou de "Anjos Ninja". Isso não está na Bíblia.[17] (Gênesis 19:1-17)
- A minissérie mostra Abraão viajando com Isaque numa distância muito curta entre sua tenda e o lugar onde ele deveria sacrificar Isaque. Na Bíblia, a viagem durou três dias, e os dois foram acompanhados de um jumento e dois servos.[18] (Gênesis 22:1-4)
- A minissérie mostra Sara correndo atrás de Abraão, assim que ela percebe que ele está indo sacrificar Isaque. Isso não está na Bíblia.[19] (Gênesis 22:1-19)
- Após Deus impedir Abraão de sacrificar Isaque, a Bíblia descreve um carneiro (adulto) preso num mato pelos chifres. A minissérie retrata um cordeiro preso pela perna.[20] (Gênesis 22:13)
- Quando Moisés encontra o Faraó do Êxodo, a Bíblia mostra Arão (irmão de Moisés) jogando no chão o seu cajado, que se transforma numa serpente, sendo imitado em seguida pelos magos de Faraó. A minissérie omite isso.
- A Bíblia diz que Sansão amarrou tochas em 300 raposas, fazendo com que elas queimassem as colheitas e plantas dos filisteus. Isso porque Sansão estava zangado com o fato de seu sogro ter dado sua esposa para outro homem. Quando os filisteus descobrem isso, eles queimam a esposa e o sogro de Sansão até a morte (Juízes 15: 4-6). Na minissérie, o comandante filisteu mata a esposa de Sansão e o pai dela por consequência dela se casar com um israelita.
- Depois de Davi ter um caso com Bate-Seba e encomendar a morte de seu marido Urias, ele é confrontado pelo Profeta Natã. A minissérie descreve Davi como resistente ou até mesmo indignado, enquanto que na Bíblia, Davi se arrepende do seu pecado e admite sua culpa, chegando a compor o Salmo 51 e a pedir o perdão de Deus.[21] (2 Samuel 12:13, Salmos 51)
- Quando os babilônios destroem Jerusalém, a minissérie mostra Jeremias escapando despercebido pelos invasores. Na Bíblia, Jeremias é capturado, acorrentado e mais tarde libertado.[20] (Jeremias 39:11-40:6)
- A minissérie comete um anacronismo ao mostrar Daniel e seus três amigos sendo capturados durante a destruição de Jerusalém em 586 AC, quando na verdade, eles foram deportados em 605 AC, quase duas décadas antes da cidade ser destruída.[20] (Daniel 1; 2 Reis 24:10-16)
- Quando Sadraque, Mesaque e Abedenego se recusam a adorar a estátua de ouro de Nabucodonosor, a minissérie mostra-os sendo amarrados, com fogo aceso debaixo deles. Na Bíblia, o rei ordenou que os três fossem amarrados e lançados numa fornalha sete vezes mais aquecida que o habitual. De fato, o texto relata que a fornalha estava tão quente, que os "homens mais poderosos" de Nabucodonosor que os lançaram na fornalha foram mortos pelas chamas ao fazê-lo.[22] (Daniel 3:19-23)
- A minissérie mostra o Profeta Isaías como sendo contemporâneo de Daniel, vivendo durante o exílio babilônico. É outro anacronismo, uma vez que na Bíblia, Isaías profetizou que Ciro, o Persa, autorizaria o retorno dos judeus à sua terra após um certo período de tempo. Esta profecia ocorreu 150 antes do nascimento de Ciro, 180 anos antes de Ciro realizar qualquer um desses feitos, e 80 anos antes dos judeus serem levados ao Exílio.[23] Portanto, Isaías nunca poderia ter vivido na mesma época que Daniel e Ciro. (Isaías 44:28; 45:1; 45:13).
- Na minissérie, o Diabo leva Jesus para uma montanha e tenta-o a se jogar lá do alto. Na Bíblia, a montanha foi onde o Diabo tentou Jesus a se ajoelhar e adorá-lo. Foi do pináculo do Templo que o Diabo tentou Jesus a se atirar.[14][20] (Mateus 4:1-11; Lucas 4:1-13)
- Na Bíblia, Jesus ordena a remoção da pedra, agradece a Deus e então chama o defunto Lázaro, para que ele saia. Na minissérie, Jesus entra no túmulo de Lázaro, começa um monólogo e beija-lhe a cabeça, fazendo-o ressuscitar. (João 11:38-44)[24]
- Na minissérie, Nicodemos é apresentado como um emissário de Caifás, e ele também está interessado em combater Jesus, chegando até a lhe perguntar se é correto pagar tributo a César (Mateus 22:15-22, Marcos 12:13-17, Lucas 20:20-26). Mas depois ele vê Jesus fazendo milagres e muda de ideia, chegando a visitá-lo secretamente (Jo 3.1-21). Na Bíblia, não há qualquer indício de que Nicodemos tenha se oposto a Jesus no começo, e seu encontro secreto com Jesus foi no início do ministério de Jesus, e não no final, como na minissérie.
- Na minissérie, Jesus, pouco antes de sair do Templo, diz a uma menina, diante da multidão, que não ficará pedra sobre pedra do Templo (Mt 24.2; Mc 13.2; Lc 21.6). Na Bíblia, Jesus aparentemente não fala isso publicamente, mas a seus discípulos, em particular.
- Na minissérie, Jesus, perto de ir ao Getsêmani, se entusiasma ao ouvir que Pedro jamais o abandonará e o abraça, mas logo em seguida recebe a revelação de que Pedro irá negá-lo 3 vezes. Na Bíblia, Jesus não chega a se iludir com Pedro, já sabendo desde o começo que ele irá negá-lo.

### Semelhança física entre Satanás e Barack Obama
Houve comentários acerca da semelhança física do intérprete de Satanás (Mohamen Mehdi Ouazanni) com o então presidente dos Estados Unidos, Barack Obama. O primeiro a apontar a coincidência foi o apresentador Glenn Beck, antes da estreia do episódio.
Em resposta, o History Channel esclareceu:
O History Channel tem o maior respeito pelo Presidente Obama. A série bíblica foi produzida com um elenco internacional e diversificado de atores respeitados. É lamentável que alguém tenha feito essa falsa relação. 'A Bíblia' tem a intenção de iluminar as pessoas com suas ricas histórias e história profunda.
Mark Burnett e Roma Downey responderam numa declaração conjunta:
Isto é um absurdo total. O ator que interpretou Satanás, Mehdi Ouazanni, é um ator marroquino bastante aclamado. Ele já participou de vários épicos bíblicos – incluindo personagens satânicos muito antes que Barack Obama fosse eleito nosso presidente.
Downey também acrescentou:
Mark e eu não temos nada além de respeito e amor pelo nosso presidente, que é um Cristão companheiro. Falsas declarações como estas são apenas distrações tolas criadas para tentar desabonar a beleza da história da Bíblia.

## Recepção
A minissérie alcançou uma pontuação de 45/100 no Metacritic, indicando "revisões mistas". Do Philadelphia Inquirer, Tirdad Derakhshani disse, "Não há nenhum trabalho de caráter aqui, há reinterpretações interessantes de um texto clássico, não atuação inspirada. Apenas personagens de papelão cercados pelo velho CGI." Do New York Post, Linda Stasi chamou a minissérie de "tediosamente prolongada".